# Аврелія Котта
Аврелія Котта (лат. AVRELIA COTTA, 120 до н. е. — 54 до н. е.) — римська матрона, мати Юлія Цезаря.

## Походження
Аврелія походила з плебейського роду Авреліїв. Вона народилася в сім'ї консуляра (консула 119 до н. е.) Луція Аврелія Котти й Рутілії, яка походила з давнього плебейського роду Рутіліїв. Її дядько був консулом 105 до н. е., а батько (приблизно) в 90 до н. е.
Для Рутілії це був другий шлюб. Від першого шлюбу з Гаєм Аврелієм Коттою у неї було три сини — брати Аврелії — Гай Аврелій Котта, Луцій Котта і Марк Котта. Вони також були консулами в 75, 74 і 65 до н. е. відповідно.

## Шлюб
Аврелія вийшла заміж за претора Гая Юлія Цезаря Старшого біля 102 до н. е. У шлюбі в було троє дітей: дві дочки — Юлія Цезаріс Старша, Юлія Цезаріс Молодша, і син Гай Юлій Цезар, який народився, швидше за все в 100 до н. е.

## Життєпис
Аврелію описують як ідеальну римську матрону. Древні історики вважали її суворою і порядною римської жінкою, були про неї високої думки. Пишуть, що вона була розумною, самостійною і широко відомою за свою красу, користувалася великою повагою у Римі.
Аврелія і родина її батька брали велику участь у вихованні дітей, особливо з огляду на часту відсутність у Римі її чоловіка. Коли в 82 до н. е. вісімнадцятирічний Цезар, на самому початку своєї кар'єри, відмовився розлучитися на вимогу Сулли зі своєю дружиною Корнелією, лише авторитет Аврелії і її звернення до диктатора допомогли врятувати її синові життя.
У 62 до н. е. Аврелія викрила Публія Клодія Пульхра, який, перевдягнувшись жінкою, пробрався в дім Цезаря, де саме в той час вона здійснювала Таїнства Доброї Богині. 
Справжньою причиною такої поведінки Публія Клодія був його інтерес до Помпеї Сулли, другої дружини Цезаря, який займав у той час пост великого понтифіка. Після цього інциденту Цезар негайно розлучився з дружиною, хоча і припускав, що вона могла бути невинною («Дружина Цезаря повинна бути вище підозр»).
Після смерті чоловіка Аврелія займалася домом свого сина, особливо після того, як померла його перша дружина, Корнелія Циннаа. Також Аврелія виховувала свою внучку, Юлію Цезаріс.

## В культурі
Згадується в романі «Березневі іди» Торнтона Вайлдера.